# Otto Könnecke
Otto Könnecke (20 décembre 1892 à Straßberg - 25 janvier 1956 à Bad Aibling) est un aviateur de la Première Guerre mondiale. Avec 35 victoires à son actif, il est l'un des pilotes allemands les plus décorés. 

## Biographie
Otto Könnecke naît le 20 décembre 1892 dans une famille modeste, à Straßberg en duché d'Anhalt. Après ses études, Könnecke s'engage en 1911. Stationné dans l'Alsace-Lorraine, alors qu'il est sous-officier dans le 3e Eisenbahn-Regiment, Könnecke demande à suivre une formation de pilote. À la fin de sa formation dans le 4e Fliegerbataillon de Metz, il est breveté pilote sur l'aérodrome de Frescaty en 1913. 
Au début de la Première Guerre mondiale, il sert comme instructeur. Affecté dans la Jagdstaffel 25, Könnecke est envoyé sur le front en Macédoine en décembre 1916. Au début de 1917, il obtient ses premières victoires confirmées. Il accumule ensuite les succès. Il vole souvent avec Fritz Rumey et Josef Mai formant un trio surnommé le « goldene Triumvirat », car tous les trois avaient reçu la « Goldenes Militär-Verdienst-Kreuz », une des plus hautes distinctions du royaume de Prusse. Le 26 septembre 1918, avec plus de 30 victoires à son actif, Könnecke reçoit la décoration Pour le Mérite, la plus haute décoration militaire prussienne. Il obtient sa dernière victoire, la 35e, le 4 novembre 1918.
Après la guerre, Könnecke travaille pour la Lufthansa, avant de s'engager dans la Luftwaffe. Il termine la Seconde Guerre mondiale comme Major. Otto Könnecke meurt à Bad Aibling en Bavière le 25 janvier 1956.

## Sources
- (en) Norman Franks et Greg VanWyngarden, Fokker D VII aces of World War 1, Oxford, Osprey, coll. « aircraft of the aces » (no 53), 2003, 96 p. (ISBN 978-1-84176-533-4)